# Cemetary
I Cemetary erano una band death, doom e gothic metal svedese formatasi a Borås nel 1989 e scioltasi nel 2005.
Il loro suono mutò negli anni sempre più dal death al doom metal di stampo Paradise Lost.

## Formazione

### Ultima formazione
- Mathias Lodmalm - chitarra, tastiera e voce (1989-2005)
- Anders Iwers - chitarra (1994-2005)
- Tomas Josefsson - basso (1994-2005)
- Markus Nordberg - batteria (1994-2005)

### Ex componenti
- Christian Saarinen - chitarra (1989-1992)
- Anton Hedberg - chitarra (1992-1993)
- Zriuko Culjak - basso (1989-1993)
- Morgan Gredåker - batteria (1989)
- Juha Sievers - batteria (1989-1993)

## Discografia

### Album in studio
- 1992 - An Evil Shade of Grey (Black Mark Production)
- 1993 - Godless Beauty (Black Mark Production)
- 1994 - Black Vanity (Black Mark Production)
- 1996 - Sundown (Black Mark Production)
- 1997 - Last Confessions (Black Mark Production)
- 2005 - Phantasma (Black Mark Production)

### Raccolte
- 1999 - Sweetest Tragedies (Black Mark Production)

### EP
- 1995 - Sundown (Black Mark Production)

### Split album
- 1995 - Welcome to the Black Mark Festivals '95 (Black Mark Production)

### Demo
- 1991 - Incarnation of Morbidity
- 1991 - In Articulus Mortis
- 1992 - Where the Rivers of Madness Stream / The Funeral (Black Mark Production)